# Singapura nos Jogos Olímpicos de Verão de 1960
Singapura competiu nos Jogos Olímpicos de Verão de 1960, realizados em Roma, Itália